# Sinterstufen
Sinterstufen, auch Sinterterrassen sind Ablagerungen von porösem Kalktuff oder dicht geschichtetem Kalksinter in einem Bach oder fließenden Gewässer und bilden sich im Gegensatz zu Tropfsteinen relativ schnell. Größere Sinterstufen sind beispielsweise im Gebiet der kroatischen Plitvicer Seen oder dem türkischen Pamukkale vorhanden. Die Wasserflächen entstehen dann, wenn Barren aus abgesondertem Kalziumkarbonat im Bereich eines Fließgewässers dessen Abflussrichtung queren. Spritzwasser und Änderung der Wassertemperatur in Verbindung mit Hindernissen am Talgrund fördern die Bildung solcher Kalktuffseen.
An ins Wasser gefallenen Ästen, Zweigen und Steinen bilden sich zuerst kleine Ablagerungen und über die Zeit dann immer größere Absonderungen im Bachlauf. Diese so entstehenden Barren können im Laufe der Zeit kleinere Beckenformen ausbilden, deren Wall sich als Stufen markieren und das Wasser kaskadenartig aufstauen. Die Stufen sind meist erdgeschichtlich jüngere Bildungen aus dem Quartär.

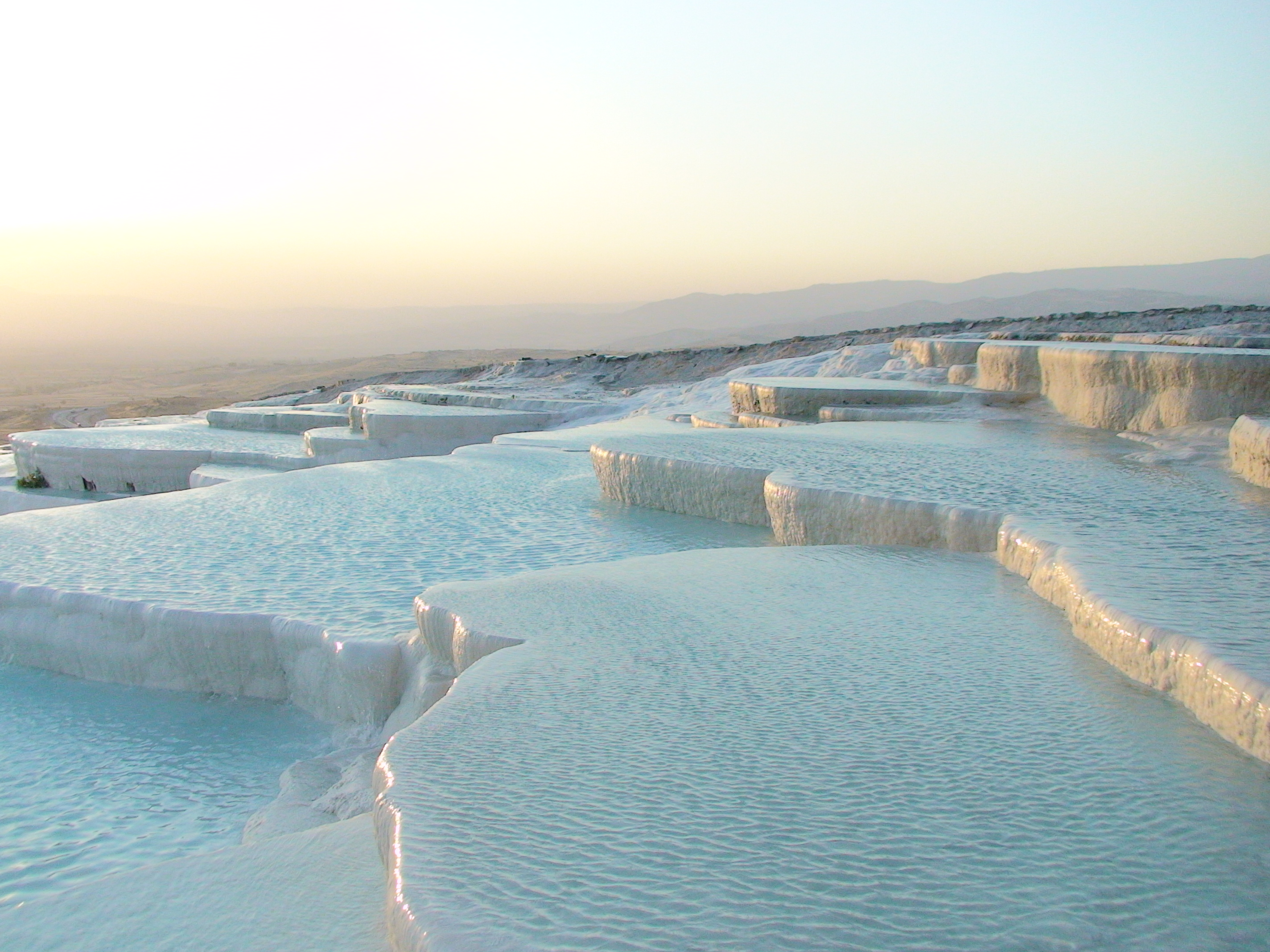
Pamukkale – Sinterterrassen
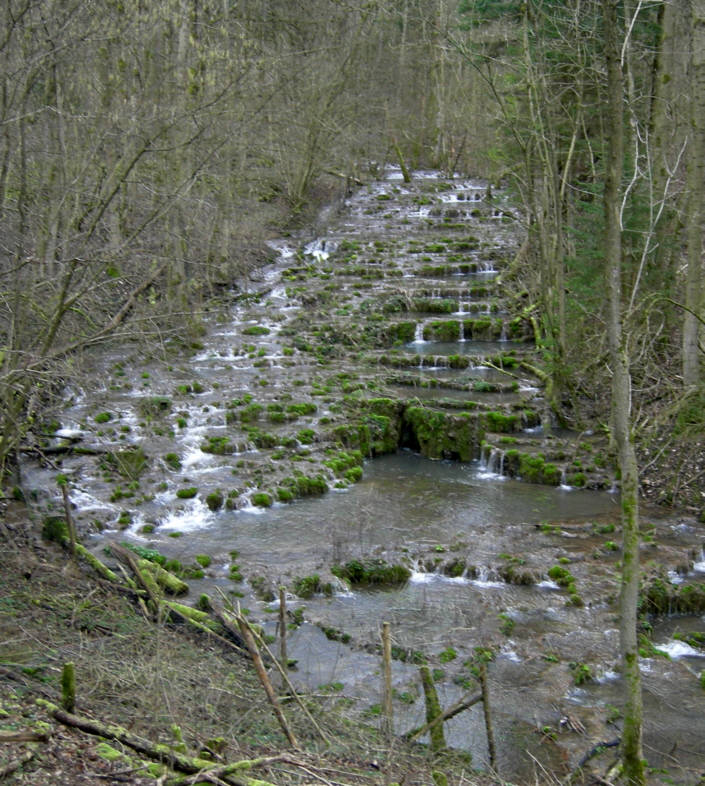
Lillach bei Weißenohe, Bayern – im Fließgewässer
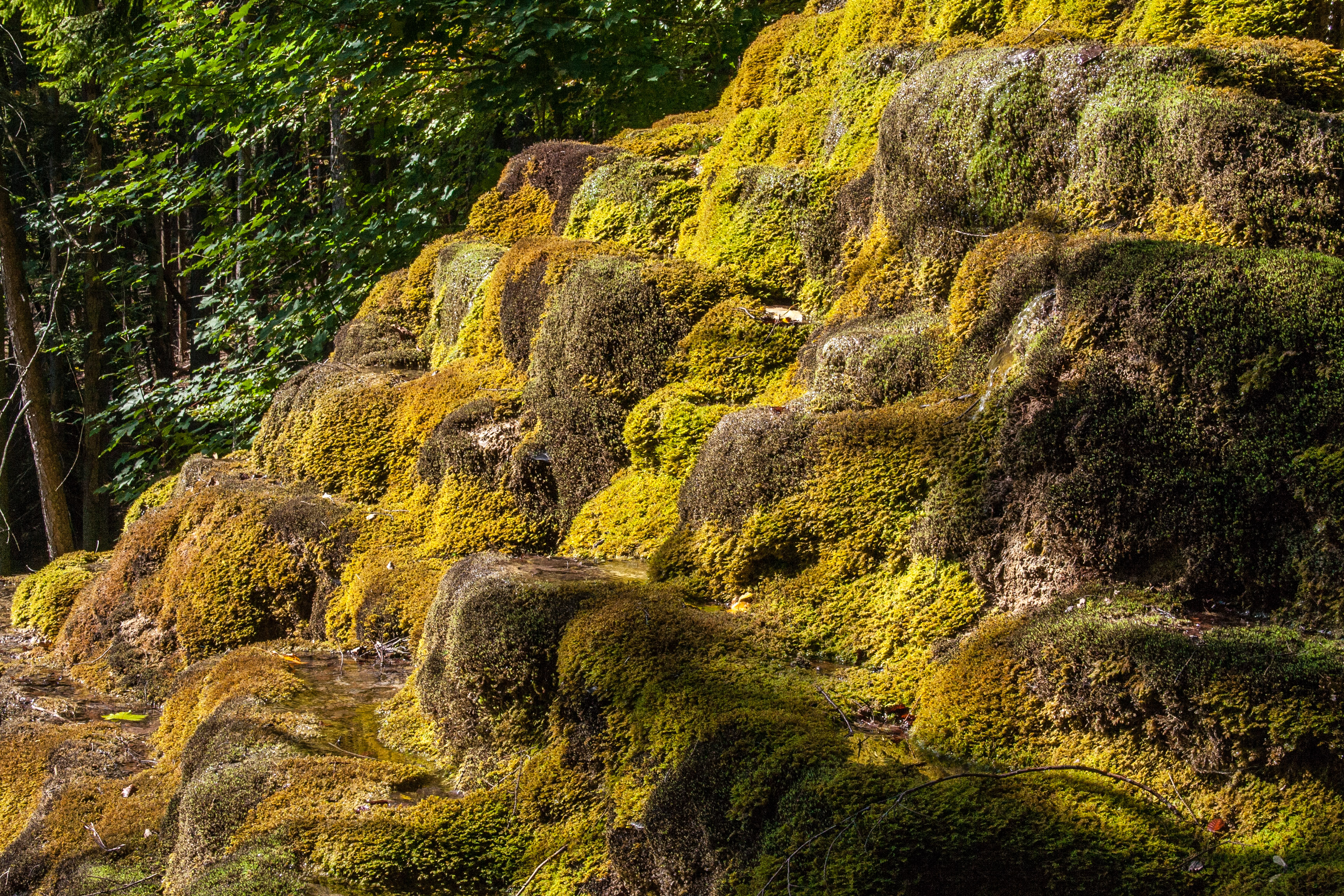
Hoher Brunnen bei Sollngriesbach – schon recht aussedimentierte und überwachsene Sinterterrassen